# Кайди, Янош

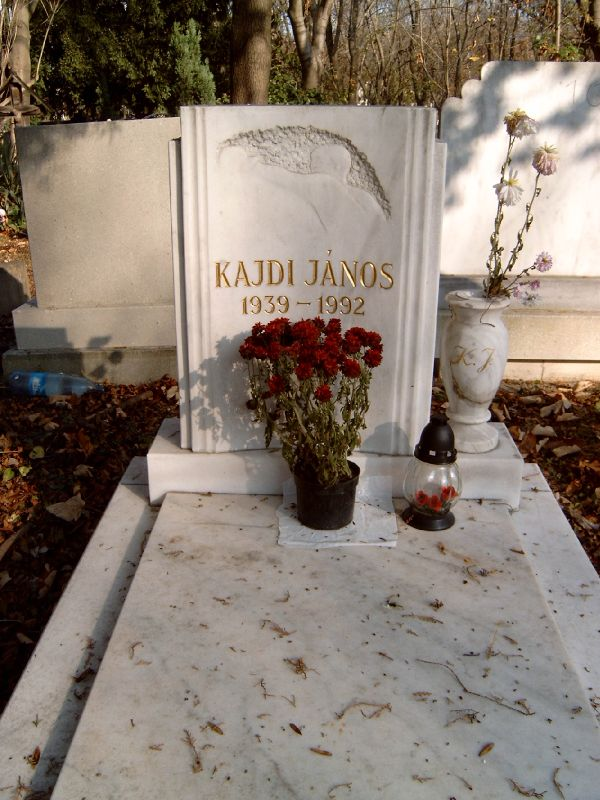
Могила Кайди

Янош Кайди (венг. János Kajdi, 30 декабря 1939, Сомбатхей, Венгрия — 10 апреля 1992, Будапешт, Венгрия) — венгерский боксёр-любитель, чемпион Европы 1963 и 1971 годов, призёр Олимпийских игр 1972 года и чемпионатов Европы (1961 и 1967 годов).